# Tournoi d'ouverture du championnat du Belize de football 2010
Navigation
Saison précédente
Le Tournoi Apertura 2010 est le troisième tournoi saisonnier disputé au Belize.
C'est cependant la 24e fois que le titre de champion du Belize est remis en jeu.
Lors de ce tournoi, le Defence Force a conservé son titre de champion du Belize face aux sept meilleurs clubs beliziens.
Chacun des huit clubs participant était confronté deux fois aux sept autres équipes. Puis les six meilleurs se sont affrontés lors d'une phase finale à la fin de la saison.
Seulement une place était qualificative pour la Ligue des champions de la CONCACAF.

## Les 8 clubs participants
| \| FC Belize Belmopan Blaze Defence Force Griga United Hankook Verdes San Felipe Barcelona San Pedro Sea Dogs Toledo Ambassadors \| Localisation des clubs. |
| FC Belize Belmopan Blaze Defence Force Griga United Hankook Verdes San Felipe Barcelona San Pedro Sea Dogs Toledo Ambassadors                               |

| Club                      | Stade                         | Capacité          | Ville                   |
| FC Belize                 | Stade MCC Grounds             | 3 500             | Belize City             |
| Belmopan Blaze (en)       | Stade Isidoro Beaton          | 2 500             | Belmopan                |
| Defence Force             | Stade Norman Broaster         | 2 000             | San Ignacio             |
| Griga United (en)         | Stade Carl Ramos              | 3 500             | Dangriga                |
| Hankook Verdes            | Stade Pedro Mena Guerra       | Capacité inconnue | Benque Viejo del Carmen |
| San Felipe Barcelona (en) | Stade du peuple d'Orange Walk | 4 500             | Orange Walk Town        |
| San Pedro Sea Dogs (en)   | Stade Ambergris               | 3 500             | San Pedro Town          |
| Toledo Ambassadors (en)   | Toledo Union Field (en)       | 1 500             | Punta Gorda             |

## Compétition
Le tournoi Apertura se déroule de la façon suivante, en deux phases :
- La phase régulière : les quatorze journées de championnat.
- La phase finale : les confrontations allant des quarts de finale à la finale.

### Phase régulière
Lors de la phase régulière les huit équipes affrontent à deux reprises les sept autres équipes selon un calendrier tiré aléatoirement.
Les deux meilleures équipes sont directement qualifiées pour les demi-finales, alors que les quatre suivantes se qualifient pour les quarts de finale.
Le classement est établi sur le barème de points classique (victoire à 3 points, match nul à 1, défaite à 0).
Le départage final se fait selon les critères suivants :
- Le nombre de points.
- La différence de buts générale.
- Le nombre de buts marqué.

#### Classement
| Rang | Équipe                        | Pts | J  | G  | N | P  | Bp | Bc | Diff |
| ---- | ----------------------------- | --- | -- | -- | - | -- | -- | -- | ---- |
| 1    | Defence Force (T)             | 35  | 14 | 11 | 2 | 1  | 34 | 11 | +23  |
| 2    | FC Belize                     | 29  | 14 | 9  | 2 | 3  | 35 | 19 | +16  |
| 3    | Toledo Ambassadors (en)       | 24  | 14 | 7  | 3 | 4  | 21 | 16 | +5   |
| 4    | Griga United (en) (P)         | 22  | 14 | 6  | 4 | 4  | 15 | 13 | +2   |
| 5    | San Felipe Barcelona (en) (P) | 21  | 14 | 6  | 3 | 5  | 19 | 21 | -2   |
| 6    | Belmopan Blaze (en)           | 14  | 14 | 4  | 2 | 8  | 15 | 28 | -13  |
| 7    | Hankook Verdes                | 13  | 14 | 3  | 4 | 7  | 10 | 17 | -7   |
| 8    | San Pedro Sea Dogs (en)       | 0   | 14 | 0  | 0 | 14 | 7  | 46 | -39  |

| Légende : Qualifications et relégations | Légende : Qualifications et relégations                       |
| --------------------------------------- | ------------------------------------------------------------- |
|                                         | Qualifié pour les demi-finales                                |
|                                         | Qualifié pour les quarts de finale                            |
|                                         | (T) : Tenant du titre (P) : Promu lors de la saison 2009-2010 |

### La phase finale
Les six équipes qualifiées sont réparties dans le tableau final d'après leur classement général, le deuxième affrontant lors des demi-finales le vainqueur du quart opposant le quatrième au cinquième et le premier affrontant le vainqueur du quart opposant le troisième au sixième.
En cas d'égalité sur la somme des deux matchs, c'est l'équipe ayant marqué le plus de buts à extérieur qui l'emporte puis des prolongations et une séance de tirs au but ont éventuellement lieu.

#### Quarts de finale
| Club                    | Score | Club                      | Commentaire       |
| Griga United (en)       | 2-3   | San Felipe Barcelona (en) |                   |
| Toledo Ambassadors (en) | 0-0   | Hankook Verdes            | Tirs au but : 4-2 |

#### Tableau
|  |                           |            |                         |            |               |     |   |        |        |        |        |        |
|  | 1/2 finale                | 1/2 finale | 1/2 finale              | 1/2 finale | 1/2 finale    |     |   | Finale | Finale | Finale | Finale | Finale |
|  |                           |            |                         |            |               |     |   |        |        |        |        |        |
|  |                           |            |                         |            |               |     |   |        |        |        |        |        |
|  | Defence Force             | (1)        | 2                       | 6          |               |     |   |        |        |        |        |        |
|  | Defence Force             | (1)        | 2                       | 6          |               |     |   |        |        |        |        |        |
|  | San Felipe Barcelona (en) | (5)        | 1                       | 2          |               |     |   |        |        |        |        |        |
|  | San Felipe Barcelona (en) | (5)        | 1                       | 2          | Defence Force | (1) | 2 | 2      |        |        |        |        |
|  |                           |            |                         |            |               | (1) | 2 | 2      |        |        |        |        |
|  |                           |            | Toledo Ambassadors (en) | (3)        | 2             | 0   |   |        |        |        |        |        |
|  | FC Belize                 | (2)        | Toledo Ambassadors (en) | (3)        | 2             | 0   | 1 | 0      |        |        |        |        |
|  | FC Belize                 | (2)        |                         |            |               |     | 1 | 0      |        |        |        |        |
|  | Toledo Ambassadors (en)   | (3)        | 1                       | 3          |               |     |   |        |        |        |        |        |
|  | Toledo Ambassadors (en)   | (3)        | 1                       | 3          |               |     |   |        |        |        |        |        |

#### Demi-finales
| Club          | Aller | Retour | Club                      | Commentaire |
| Defence Force | 2-1   | 6-2    | San Felipe Barcelona (en) |             |
| FC Belize     | 1-1   | 0-3    | Toledo Ambassadors (en)   |             |

#### Finale
| Match aller    | Toledo Ambassadors (en)           | 2:2   | Defence Force                          | Toledo Union Field (en) |  |
| 6 février 2011 | Devon Makin 8e · Ralph Flores 24e | (2:1) | Richard Jimenez 12e · Erwin Flores 73e |                         |  |

| Match retour    | Defence Force                            | 2:0   | Toledo Ambassadors (en) | Stade Norman Broaster |  |
| 13 février 2011 | Richard Jimenez 48e · Daniel Jimenez 87e | (1:0) |                         |                       |  |

## Bilan du tournoi
| Tableau d'Honneur     |               |
| Compétition           | Vainqueur     |
| Tournoi Apertura 2010 | Defence Force |

| Qualifications continentales 2011-2012 |               |
| Ligue des champions                    | Qualifiés     |
| Tour Préliminaire                      | Defence Force |

## Statistiques

### Buteurs
| Rang | Nom               | Équipe                    | Buts |
| 1    | Christian Okonkwo | FC Belize                 | 11   |
| 2    | Daniel Jimenez    | Defence Force             | 10   |
| 3    | Deris Benavides   | San Felipe Barcelona (en) | 9    |
| 4    | Jarrett Davis     | FC Belize                 | 8    |
| 5    | Ralph Flores      | Toledo Ambassadors (en)   | 7    |
| 5    | Richard Jimenez   | Defence Force             | 7    |
| 5    | Evan Mariano      | Defence Force             | 7    |
| 8    | Leon Jones        | Belmopan Blaze (en)       | 6    |
| 9    | Oscar Acebedo     | San Felipe Barcelona (en) | 5    |